# Senat Parlamentu Republiki Kazachstanu
Senat – izba wyższa parlamentu Kazachstanu, złożona z 47 członków powoływanych na sześcioletnią kadencję. 32 senatorów pochodzi z wyborów pośrednich, przeprowadzanych w czternastu kazachskich obwodach, w stolicy oraz w największym mieście (Ałmaty). Każdy z tych regionów wybiera dwóch senatorów. Wyboru dokonują na wspólnym posiedzeniu radni wszystkich szczebli z danego terenu. Co trzy lata odnawiana jest połowa składu wybieralnej części Senatu. Pozostałych piętnastu senatorów nominuje na okres sześciu lat prezydent Kazachstanu. Dodatkowo senatorami dożywotnimi są z urzędu byli prezydenci.
Kandydować na senatorów mogą osoby w wieku co najmniej 30 lat, posiadające wykształcenie wyższe i co najmniej 5 lat doświadczenia „w służbie publicznej”. Muszą także posiadać obywatelstwo Kazachstanu przez okres nie krótszy niż 5 lat przed wyborami oraz przez co najmniej trzy lata przed wyborami zamieszkiwać na terenie okręgu wyborczego, w którym kandydują.